# 岩井証夫
岩井 証夫（いわい あきお、1970年4月8日 - ）は、日本の男性タレント、ナレーター。
神奈川県平塚市出身。青二プロダクション所属。

## 略歴
1989年、神奈川県立平塚江南高等学校卒業後、琉球大学教育学部進学の為沖縄に移住。英語をマスターするため渡米し、帰国後DJとしてデビュー。テレビ番組「BOOM BOOM」（沖縄テレビ放送）、で一躍脚光を浴び、その後はラジオでも活躍、ラジオ沖縄「チャットステーション」で沖縄のラジオファンのハートを掴む。カリスマDJとして人気絶頂だった2002年4月、突然活動拠点を東京に移し、大沢事務所（2002年4月 - 2009年8月在籍）に所属、ナレーター業に移行する。沖縄を離れた理由は2002年5月 - 6月に行われた2002 FIFAワールドカップを生観戦したかったと当時話していた。2009年10月に青二プロダクション移籍。ナレーターとしてはテレビのスポーツ・バラエティー番組、CMなどで活躍中。岩井清の次男

## 出演番組

### 沖縄で活動していた時代
- BOOM BOOM（沖縄テレビ放送、1996年 - 1999年）
- Rday's へのへのうしし（ラジオ沖縄、1994年4月 - 2001年3月）パーソナリティ
- チャットステーション（ラジオ沖縄、1998年 - 2002年）パーソナリティ
- 岩ちゃんのビタミンラジオ（琉球放送、2002年3月）パーソナリティ
- FMモーニング・ビュー（エフエム沖縄、唯一現在も放送中《担当は終了》）パーソナリティ

### 東京に活動拠点を移してから
- サウンドマーク（2005年3月、TBS）ナレーション
- スポーツうるぐす（日本テレビ）ナレーション
- そんな所で…（テレビ朝日）ナレーション
- 天才!トコロ店（2005年3月、TBS）ナレーション
- 世界陸上中継及び関連番組（2005年、TBS）ナレーション
- 2009ワールドベースボールクラシック（2009年、TBS）ナレーション
- お茶の水ハカセ（TBS）ナレーション
- 報道特集NEXT（TBS）ナレーション
- VACANCES（TBS）ナレーション
- ストリートファイターズ（テレビ朝日）ナレーション
- 未来紀行 大国を行く（BS-TBS）ナレーション
- 素晴らしき日本 鉄道の旅（BS-TBS）ナレーション
- 「グレートトラバース 日本百名山ひと筆書き」 NHK BSプレミアム（2014年、全5回+α）
- NHK高校講座日本史　ナレーション（2019年度〜）
- Sweet&Bitter（2018年10月 - 2019年3月、2019年10月 - 2020年3月、ラジオ沖縄）パーソナリティー
- 到来!宇宙大航海時代 ニッポン企業が月を目指す（2021年3月21日、BS-TBS）ナレーション
- ラヴィット!（TBS）木曜・金曜ナレーション